# Graduat
Le graduat (graduaat en néerlandais) est un ancien grade de l'enseignement supérieur en Belgique. Il conduisait au terme de trois années d'études au titre de gradué. Supprimé en début de cycle lors de l'année scolaire 2004-2005, les derniers porteurs du titre de gradué devraient être diplômés à l'occasion de l'année scolaire 2006-2007.
À la suite du processus de Bologne, le graduat est désormais remplacé par le grade de bachelier tel qu'il est dispensé dans les écoles d'enseignement supérieur de type court non-universitaire en Belgique.
Le graduat reste encore parfois d'actualité pour certaines formations de l'enseignement de Promotion sociale (le soir). Les Écoles de promotion sociale sont cependant tenues de s'aligner sur le système européen.

## Ancienne structure de l'enseignement supérieur en Belgique
- Enseignement supérieur de type court : graduat ou régendat — 3 années
- Enseignement supérieur de type long :
  - enseignement supérieur de type long universitaire :
    - enseignement supérieur de premier cycle : candidature — 2 années, 3 en médecine puis,
    - enseignement supérieur de deuxième cycle : licence, technique (sciences appliquées) ou doctorat (sciences médicales) — 2 à 4 années ;

  - enseignement supérieur de type long non universitaire :
    - enseignement supérieur de premier cycle : candidature — 2 années puis,
    - enseignement supérieur de deuxième cycle : licence ou ingénieur — 2 à 3 années.